# Casa Art Scanlan
La Casa Art Scanlan es una casa histórica ubicada en Record Loop (County Road 1), justo al oeste de la Ruta 65 de los Estados Unidos en Bee Branch, Arkansas. Es una estructura de una sola planta con estructura de madera, techo a dos aguas, revestimiento de tablas de madera y cimientos de hormigón y piedra natural. Presenta un modesto estilo victoriano popular, con recortes de pan de jengibre en los hastiales y una balaustrada de husillo torneado en el porche delantero. La casa fue construida alrededor de 1907 y comparte características con la Casa Collums-Baker, lo que sugiere que ambas podrían haber sido construidas por el mismo constructor.La casa fue incluida en el Registro Nacional de Lugares Históricos en 1999.